# ココナッツクリーム

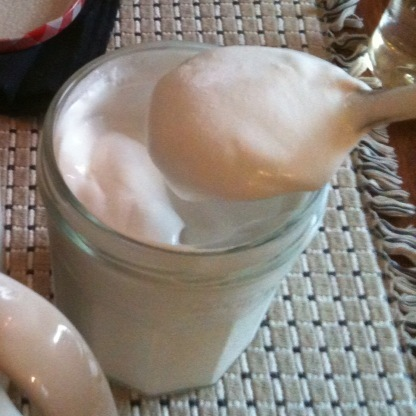
ココナッツクリーム

ココナッツクリーム (英語: coconut cream) はココナッツミルクに類似し、より水分の少ないものである。違いは主に硬さにあり、ココナッツミルクが液体であるのに対し、ココナッツクリームは濃いペースト状である。ココナッツクリームは料理の材料として使われ、まろやかだが甘くない味がある。

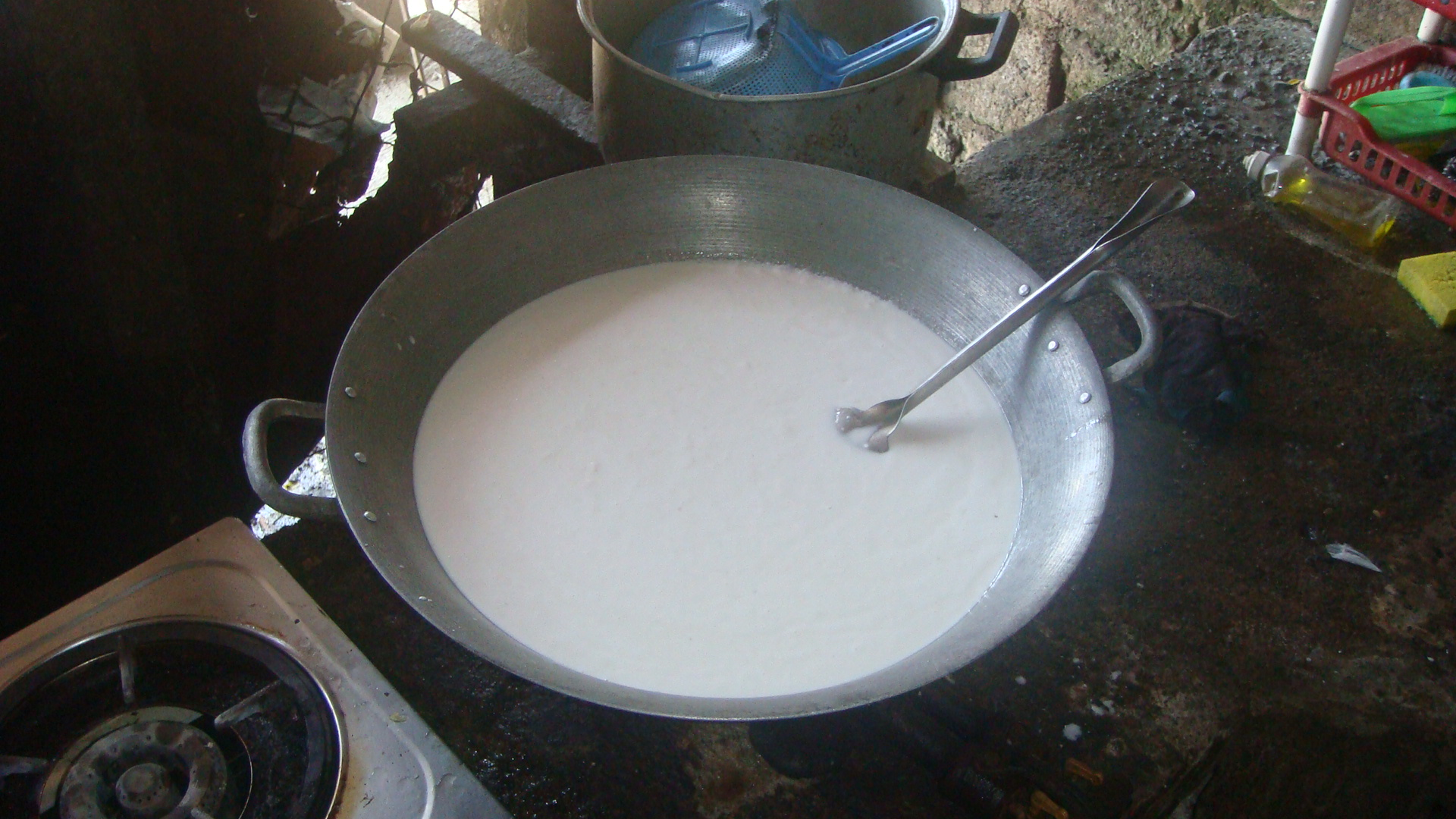
ココナッツミルクもまた、ココナッツクリームの主成分である。

ココナッツクリームは以下のようにして作ることができる。
1. 刻んだココナッツと水または乳を1対1で混ぜ、沸騰するまで煮る。
2. 寒冷紗で水分(ココナッツミルク)が抜けきるまで濾し、その水分を集める。
3. 集めた水分を冷却し、寝かせる。
4. ココナッツミルクから分離して浮いてきた液体ではないものがココナッツクリームである。

Cream of coconutはデザートやピニャ・コラーダのような飲料に使われる甘くしたココナッツクリームである。Cream of coconutはまた、ベトナム、カンボジア、タイ、マレーシア、シンガポール、インドネシアのような東南アジアの国々を起源とする幅広いデザートの主原料でもある。
ココナッツバターは少し脱水したココナッツの果肉を圧搾したブロックであり、蝋状の塊で販売されている。